# 鲍勃·舍洛
鲍勃·舍洛（英語：Bob Shirlaw，1943年4月9日—），澳大利亚男子赛艇运动员。他曾代表澳大利亚参加1964年和1968年夏季奥林匹克运动会赛艇比赛，其中1968年奥运会获得一枚银牌。